# Вторичен полов белег
Вторичните полови белези са чертите, които отличават двата пола на един биологичен вид, но не са част от половата система. Като понятие се противопоставят на първичните полови белези – половите органи.

## Вторични полови белези при човека
Вторичните полови белези при човека включват:
Мъжки:
- окосмяване по гърдите и корема
- по-голяма окосменост на останалите части на тялото
- повече лицево окосмяване
- средно, по-големи длани и стъпала отколкото при жените
- по-широки рамене и гръден кош
- по-тежка структура на черепа и костите
- по-голяма мускулна маса и физическа сила
- силно изявена адамова ябълка и по-дълбок глас
- мастни запаси се натрупват главно около коремната област и кръста
- по-груба структура на кожата

Женски:
- уголемени гърди
- средно, по-нисък ръст, отколкото при мъжете
- по-голяма ширина при бедрата, отколкото при раменете
- по-слабо лицево окосмяване
- функциониращи млечни жлези
- повече подкожни мазнини
- мастни запаси се натрупват главно по бедрата и ханша
- по-фина структура на кожата